# Liste von Söhnen und Töchtern der Stadt Schymkent
Die Liste der Söhne und Töchter von Schymkent zählt Personen auf, die in der kasachischen Stadt Schymkent geboren wurden.

## A
- Alexandra Abornewa (* 1986), Gewichtheberin
- Schanbota Aldabergenowa (* 1995), Freestyle-Skierin
- Schibek Arapbajewa (* 1991), Freestyle-Skierin
- Jelchan Astanow (* 2000), Fußballspieler
- Sultanbek Astanow (* 1999), Fußballspieler
- Nurghali Äschim (* 1959), Politiker
- Qairat Äschirbekow (* 1982), Fußballspieler

## B
- Marat Beketajew (* 1977), Politiker
- Sofja Berulzewa (* 2000), Karateka
- Swetlana Bortnikowa (* 1997), Fußballspielerin

## C
- Eduard Chudainatow (* 1960), russischer Erdölmanager

## D
- Olga Dowgun (* 1970), Sportschützin

## I
- Baglan Inkarbek (* 1994), Freestyle-Skier
- Farchadbek Irismetow (* 1981), Fußballspieler
- Sergei Istomin (* 1986), Gewichtheber

## J
- Grigori Jegorow (* 1967), Stabhochspringer
- Ferusa Jergeschowa (* 1991), Taekwondoin
- Nurlan Jermekbajew (* 1963), Diplomat
- Alija Jussupowa (* 1984), Turnerin

## K
- Tamara Klink (* 1967), deutsche Schachspielerin

## M
- Nursultan Mamajew (* 1993), Taekwondoin
- Assylschan Mamytbekow (* 1968), Politiker
- Alexander Mokin (* 1981), Fußballspieler
- Asqar Myrsachmetow (* 1962), Politiker

## N
- Asat Nurgalijew (* 1986), Fußballspieler
- Tanat Nusserbajew (* 1988), Fußballspieler

## O
- Samat Otarbajew (* 1990), Fußballtorwart

## P
- Jewstafi Pechlewanidi (* 1960), sowjetischer Fußballspieler griechischer Herkunft
- Pawel Prilutschny (* 1987), russischer Theater- und Filmschauspieler

## S
- Machmud Sabyrchan (* 2001), Boxer
- Oleg Sakirkin (1966–2015), Leichtathlet
- Gauchar Sakumbajewa (* 1932), Chemikerin
- Beksat Sattarchanow (1980–2000), Boxer
- Jelena Schalygina (* 1986), Ringerin
- Rinat Schumabajew (* 1989), Schachspieler
- Beibut Schumenow (* 1983), Profiboxer

## T
- Olga Tereschkowa (* 1984), Sprinterin
- Jerkebulan Tungghyschbajew (* 1995), Fußballspieler
- Raschid Tüssipbekow (* 1955), Jurist und Politiker

## U
- Andrei Uschakow (* 1963), russischer Trickfilm-Regisseur und -Produzent

## Z
- Alexei Zoi (* 1977), Arzt und Politiker
- Pavel Zvychaynyy (* 1991), russischstämmiger Profitänzer